# Trichonta subfacipennis
Trichonta subfacipennis är en tvåvingeart som beskrevs av Edwards 1929. Trichonta subfacipennis ingår i släktet Trichonta och familjen svampmyggor.
Artens utbredningsområde är Filippinerna. Inga underarter finns listade i Catalogue of Life.